# Термокарстове/Ханчейське – Східно-Таркосалинське – Пуровський ЗПК
Термокарстове/Ханчейське – Східно-Таркосалинське – Пуровський ЗПК – трубопровідна система для транспортування конденсату у Тюменьській області Росії.
В 2001 році на гігантському Східно-Таркосалинському родовищі почалась розробка багатих на гомологи метану валанжинських газоконденсатних покладів. Для видачі їх продукції проклали перемичку діаметром 273 мм та пропускною здатністю 2,4 млн тон на рік до конденсатопроводу Уренгой – Сургут, який проходить на протилежному (лівому) березі річки Пур (підводний перехід через Пур облаштваний на 27-му кілометрі траси). В тому ж 2001-му до Східно-Таркосалинського вивели трубопровід для транспортування конденсату довжиною 62 км та пропускною здатністю 1,1 млн тон на рік від розташованого далі на схід гігантського Ханчейського родовища.
З 2004-го на Східно-Таркосалинському запустили установку деетанізації конденсату, а в 2005-му неподалік став до ладу розрахований на роботу з деетанізованим конденсатом Пуровський завод з переробки конденсату (ЗПК), який належить тій же компанії «Новатек», що здійснює розробку зазначених родовищ. Майданчик Пуровського ЗПК лежить за кілька кілометрів від місця врізки перемички від Східно-Таркосалинського родовища до системи Уренгой – Сургут.
В середині 2010-х ще далі на схід ввели в розробку середнє за розмірами запасів Термокарстове родовище. До комплексу його облаштування увійшла установка деетанізації конденсату та завершений в 2014-му конденсатопровід довжиною 240 км та діаметром 273 мм до Східно-Таркосалинського родовища, який на своєму шляху долає річку Таз.